# 1775년 6월 17일 벙커 힐 전투에서 워렌 장군의 죽음
1775년 6월 17일 벙커 힐 전투에서 워렌 장군의 죽음(영어: The Death of General Warren at the Battle of Bunker's Hill, June 17, 1775)은 18세기 후반과 19세기 초반에 미국 예술가 존 트럼불이 그린 여러 유화를 지칭하며, 1775년 6월 17일 미국 독립 전쟁 중 벙커 힐 전투에서 건국의 아버지 조지프 워렌의 죽음을 묘사한다. 영향력 있는 매사추세츠주의 의사이자 정치인이었던 워렌은 장군으로 임명되었지만 전투에서는 사병으로 복무했다. 그는 브리드스 힐 정상의 보루를 영국 장교가 습격하는 동안 또는 직후에 사망했다.
이 그림들은 미국 혁명의 상징적인 이미지다. 트럼불은 보스턴 미술관에 소장된 버전(1815년에서 1831년 사이 제작)을 포함하여 여러 버전을 그렸다. 이것은 워렌 가문의 의뢰로 제작되어 가문을 통해 전해지다가 박물관이 소장하게 되었다. 또 다른 더 큰 버전(1834년 제작)은 하트퍼드, 코네티컷주의 워즈워스 아테네움에 소장되어 있다. 트럼불은 이 그림과 1775년 12월 31일 퀘벡 공격에서 몽고메리 장군의 죽음의 판화 권리를 판매하여 성공적인 구독 판매를 통해 그의 경력을 크게 향상시켰다.

## 사건
화가 존 트럼불 (1756년–1843년)은 1775년 6월 17일 벙커 힐 전투가 벌어지던 날 매사추세츠주 록스버리|에 있는 식민지군 진영에 있었다. 그는 망원경으로 전투가 전개되는 것을 지켜보았고, 나중에 전투의 주요 사건 중 하나를 묘사하기로 결정했다. 매사추세츠주의 정치인이자 식민지 안전위원회 위원이었던 조지프 워렌은 윌리엄 프레스콧 대령 휘하에 자원하여 식민지 개척자들이 브리드스 힐 정상에 건설한 보루를 방어했다. 이 보루는 세 번의 영국군 공격 목표가 되었고, 처음 두 번의 공격은 격퇴되었다. 세 번째 공격은 수비대가 탄약을 다 소모했기 때문에 부분적으로 성공했다. 워렌은 보루를 대피하는 동안 머스킷이나 권총 탄환에 맞아 즉사했다.

## 묘사

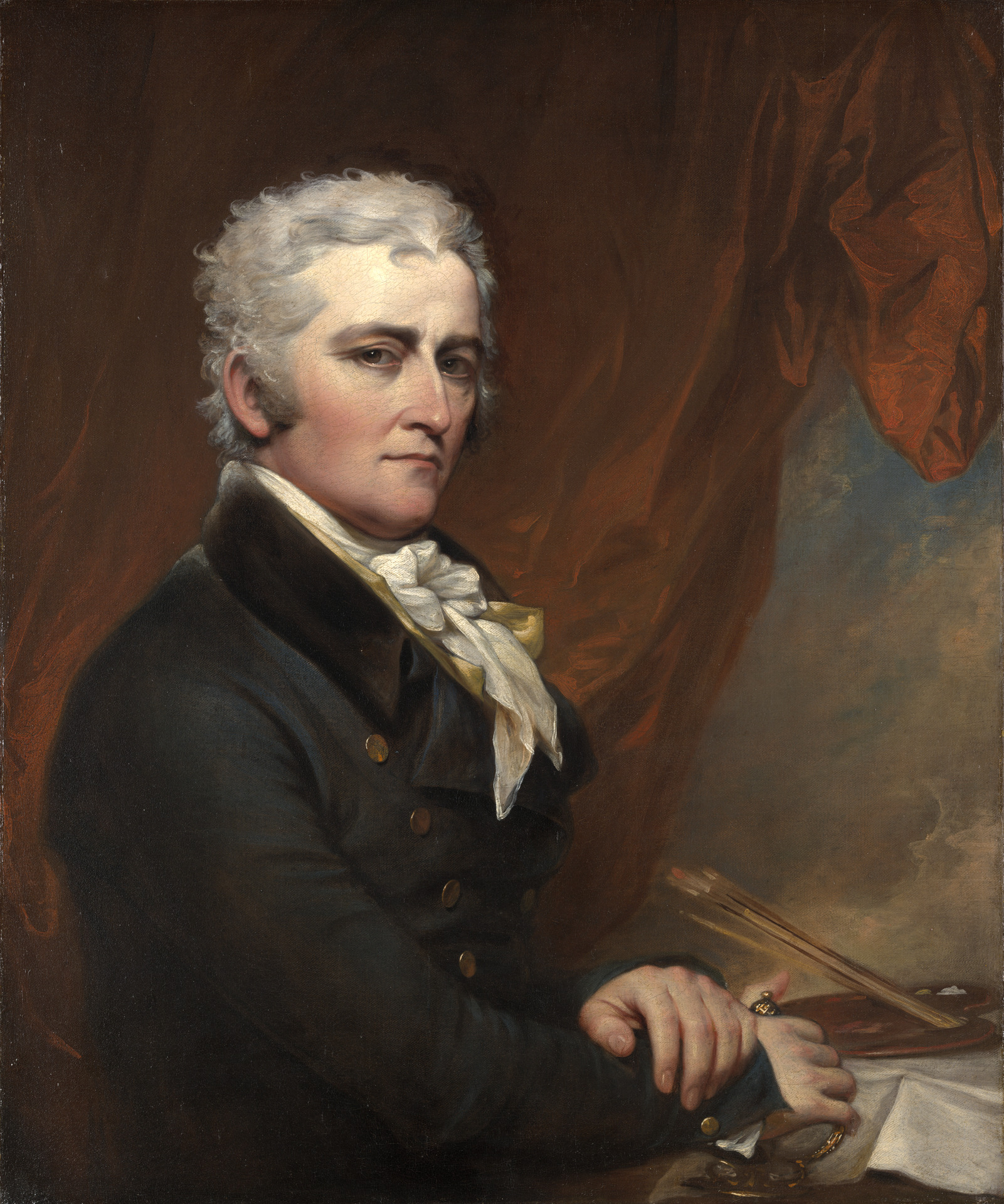
존 트럼불의 자화상

그림의 주요 초점은 흰 옷을 입은 워렌의 시신과 진홍색 제복을 입은 영국군 소령 존 스몰 (왼손에 칼을 들고 있다)이다. 프렌치 인디언 전쟁 동안 미국 장군 이즈리얼 퍼트넘과 함께 복무했던 스몰은 동료 병사가 워렌을 총검으로 찌르는 것을 막는 모습으로 그려져 있다. 트럼불은 이전에 함께 복무했던 사람들의 갈등에서 오는 애절함을 표현하고 싶었다.
그림의 맨 오른쪽에는 식민지 장교 토마스 그로스베너가 있고, 그 뒤에는 흑인이 머스킷을 들고 있다. 이 흑인은 오랫동안 미국 독립을 위해 복무했던 해방 노예인 피터 세일럼으로 여겨졌다. 나중에 연구에서 그가 그로스베너의 노예였다는 것이 밝혀졌다.
전경에는 양측의 시신이 널려 있고, 배경에는 깃발을 든 미국과 영국군 부대가 보인다. 멀리 보스턴항도 보인다. 하늘은 영국군이 불태운 찰스타운에서 피어나는 연기로 부분적으로 가려져 있다.
자신의 작품 카탈로그를 위해 그림을 설명하면서 트럼불은 스몰의 역할을 강조한 이유를 설명했는데, 런던에서 만난 스몰은 "자신이 섬기는 대의에 대한 용기와 충실함만큼이나 적들에게 인간미와 친절함을 보였다"고 말했다.

## 묘사된 인물

### 영국군 병사
- 소령 존 스몰, 부상당한 애버크롬비를 넘어 동료 병사의 총검을 막는 장교
- 소령 존 피트케언, 아들(피트케언 중위)의 품에 안겨 죽어가는 모습
- 장군 헨리 클린턴, 그림 중앙 후방에서 모자를 벗고 칼을 치켜든 장교
- 장군 제5대 하우 자작 윌리엄 하우, 보는 사람의 관점에서 클린턴의 왼쪽에 서서 칼을 앞으로 향하고 있다.
- 로던 경, 당시 중위였으며, 그림의 중앙 오른쪽에 영국 군기를 들고 있다.
- 중령 제임스 애버크롬비, 존 스몰 아래와 워렌 장군의 발 밑에 부상당한 채 누워 있는 장교.

### 식민지 개척민
- 조지프 워렌, 미국 건국의 아버지
- 토마스 그로스베너, 맨 오른쪽에 있는 병사
- 그로스베너의 아프리카계 미국인 노예, 장교 뒤에 그려져 있다.[3]
- 소령 앤드루 맥클레이[6]
- 자유 흑인, 아마도 피터 세일럼, 그림 왼쪽 깃발 아래로 머리가 보인다.
- 장군 이즈리얼 퍼트넘, 그림 맨 왼쪽에 있는 식민지 장교
- 토마스 놀턴, 워렌 위에 서서 머스킷을 들고 있다.
- 첼름스퍼드의 모세스 파커 중령은 워렌의 왼쪽에 부상당한 채 앉아 있는 모습으로 묘사되어 있다.
- 대령 토마스 가드너, 오른쪽 아래 땅에 누워 있다.[7] 가드너와 파커 둘 다 포로가 되었고, 둘 다 7월 초 보스턴에서 사망했다.
- 대령 윌리엄 프레스콧, 병사들에게 "눈의 흰자위가 보일 때까지 쏘지 말라"고 명령했다고 한다.[8]